# Heliconia psittacorum

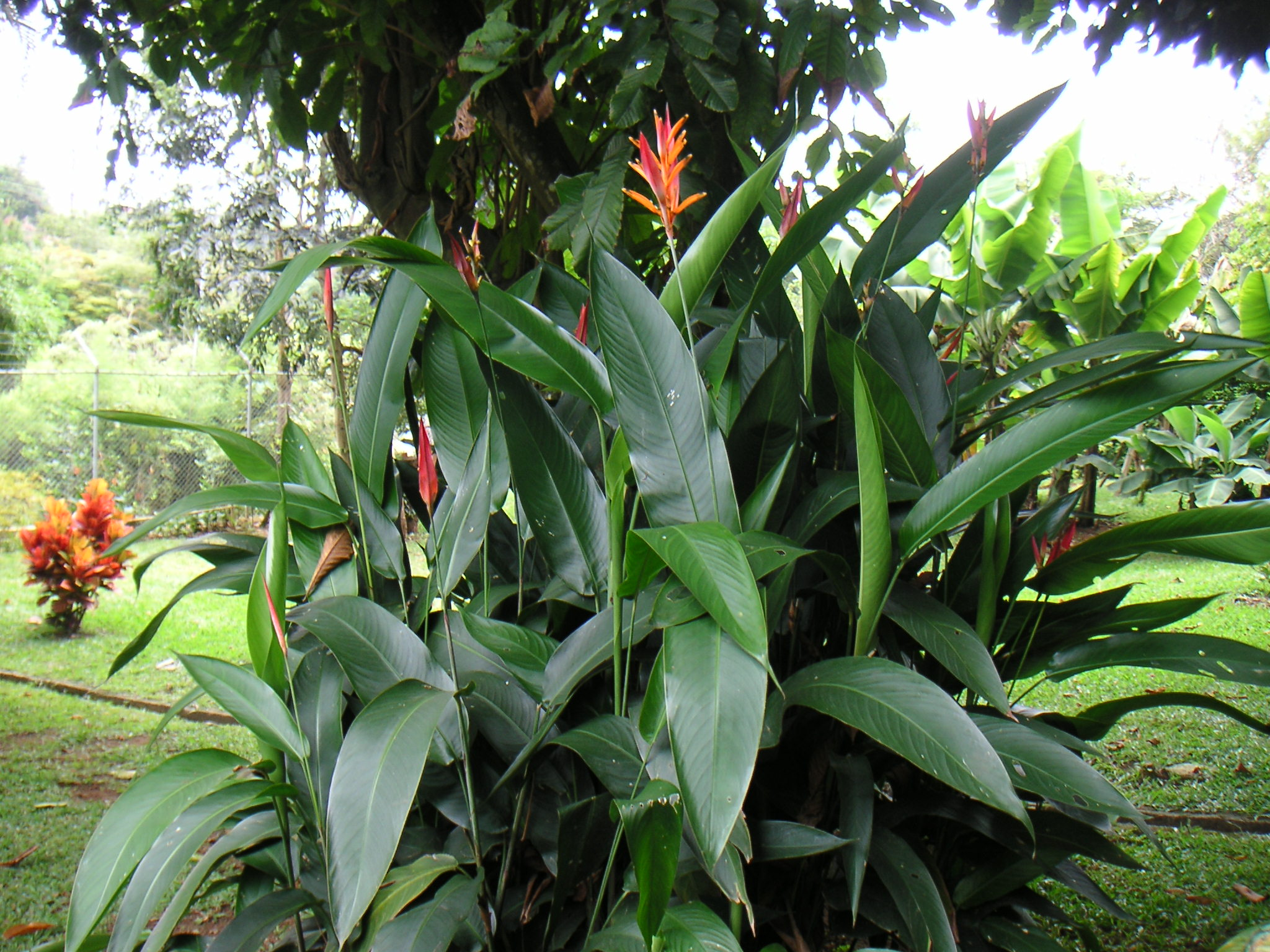
Ejemplares en Cali, Colombia.

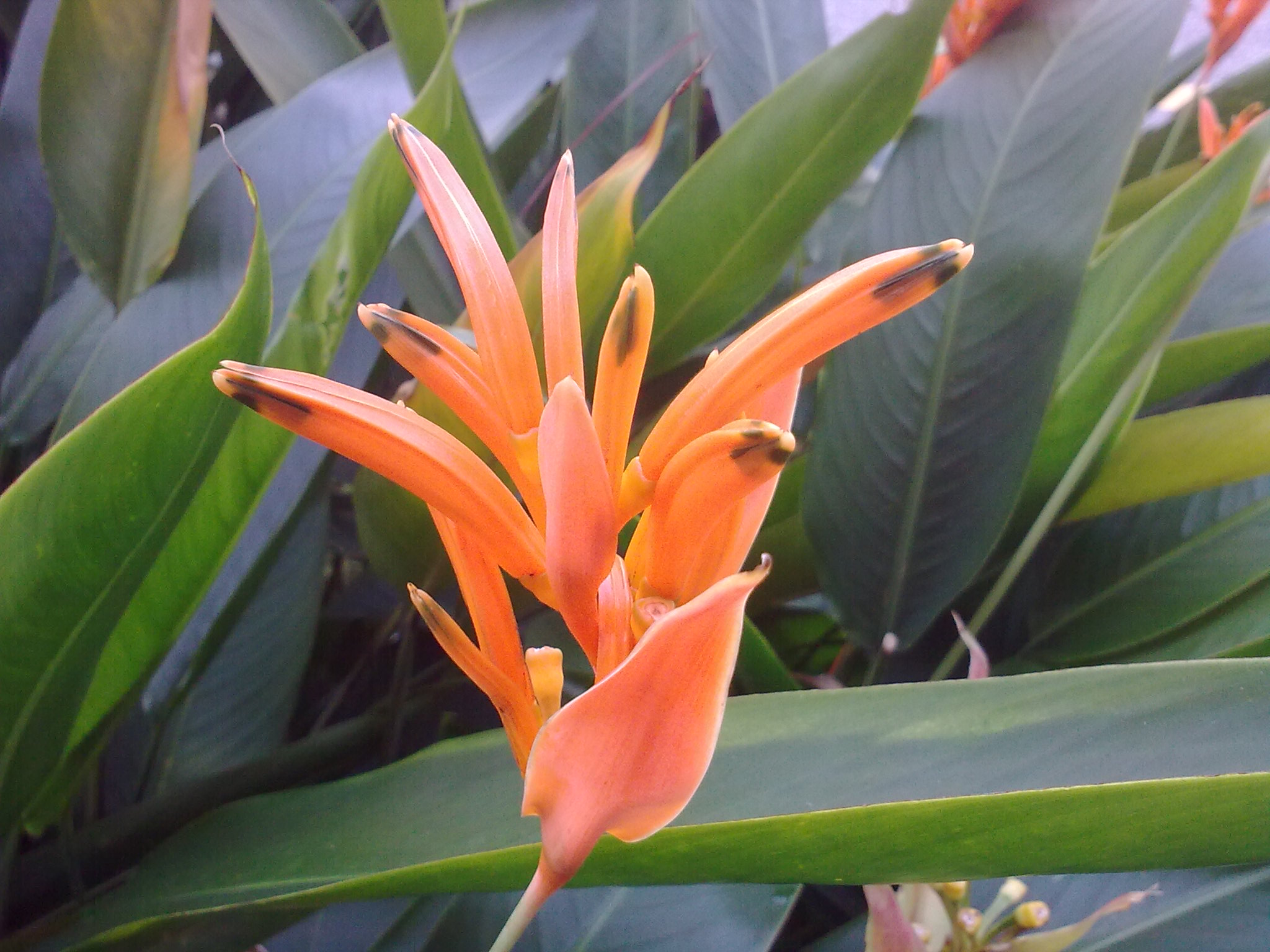
Flores en detalle.

Heliconia psittacorum es una planta de la familia Heliconiaceae con varios nombres comunes (pico de loro, flor de periquito, flor de loro, plátano de loro y falsa ave del paraíso entre otros), originaria de Centroamérica y Sudamérica, naturalizada en Florida, el Caribe, Gambia y Tailandia. Es ampliamente cultivada como planta ornamental en regiones fuera de su rango nativo.

## Descripción
Es una planta perenne que alcanza una altura de aproximadamente un metro, pero puede llegar a los 3 m y produce rizomas con los que se extiende horizontalmente. Hojas oblicuas de entre 15 y 60 cm de largo, y 6 a 12 cm de ancho con un marcado nervio central. En condiciones favorables puede florecer durante todo el año, produce inflorecencias con brácteas de color naranja brillante, que pueden variar entre el amarillo y el rosa dependiendo del cultivar, racimos de 2 a 6 flores, con una longitud de 3 a 15 cm, frutos redondos de 1 cm de diámetro de color azul oscuro que contienen unas 3 semillas cada uno.

## Cuidados y cultivo
Su rango de temperatura está entre los 15 y los 24 °C, por debajo de los 10 °C empieza a sufrir daños.
Si el aire es muy seco, puede sufrir ataques de araña roja y cochinilla. Durante la fase de propagación deben prevenirse de ataques de hongos como Pythium y Rhizoctonia. Asimismo, pueden existir manchas en las hojas causadas por Helminthosporium y Septoria.

## Galería

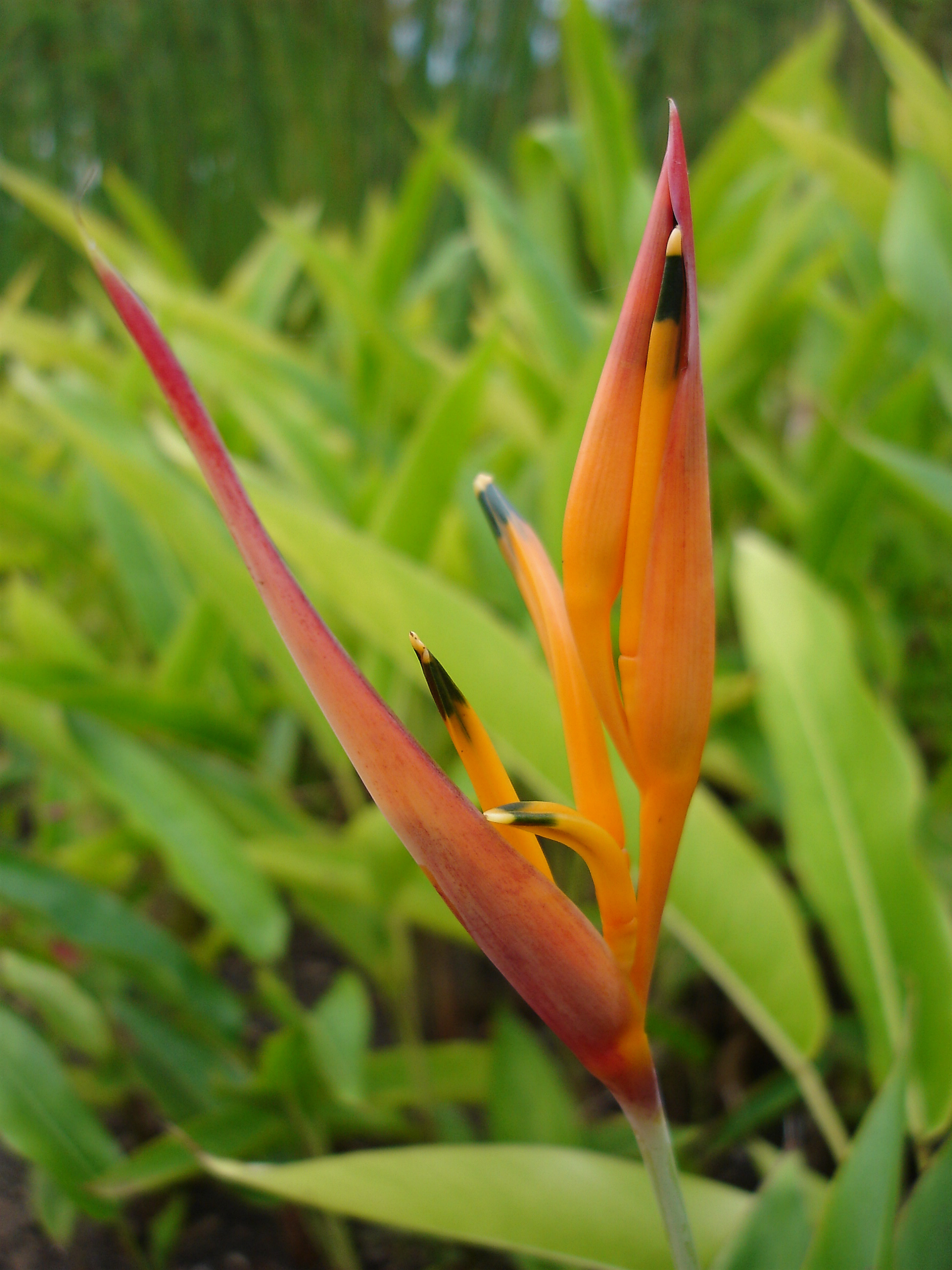
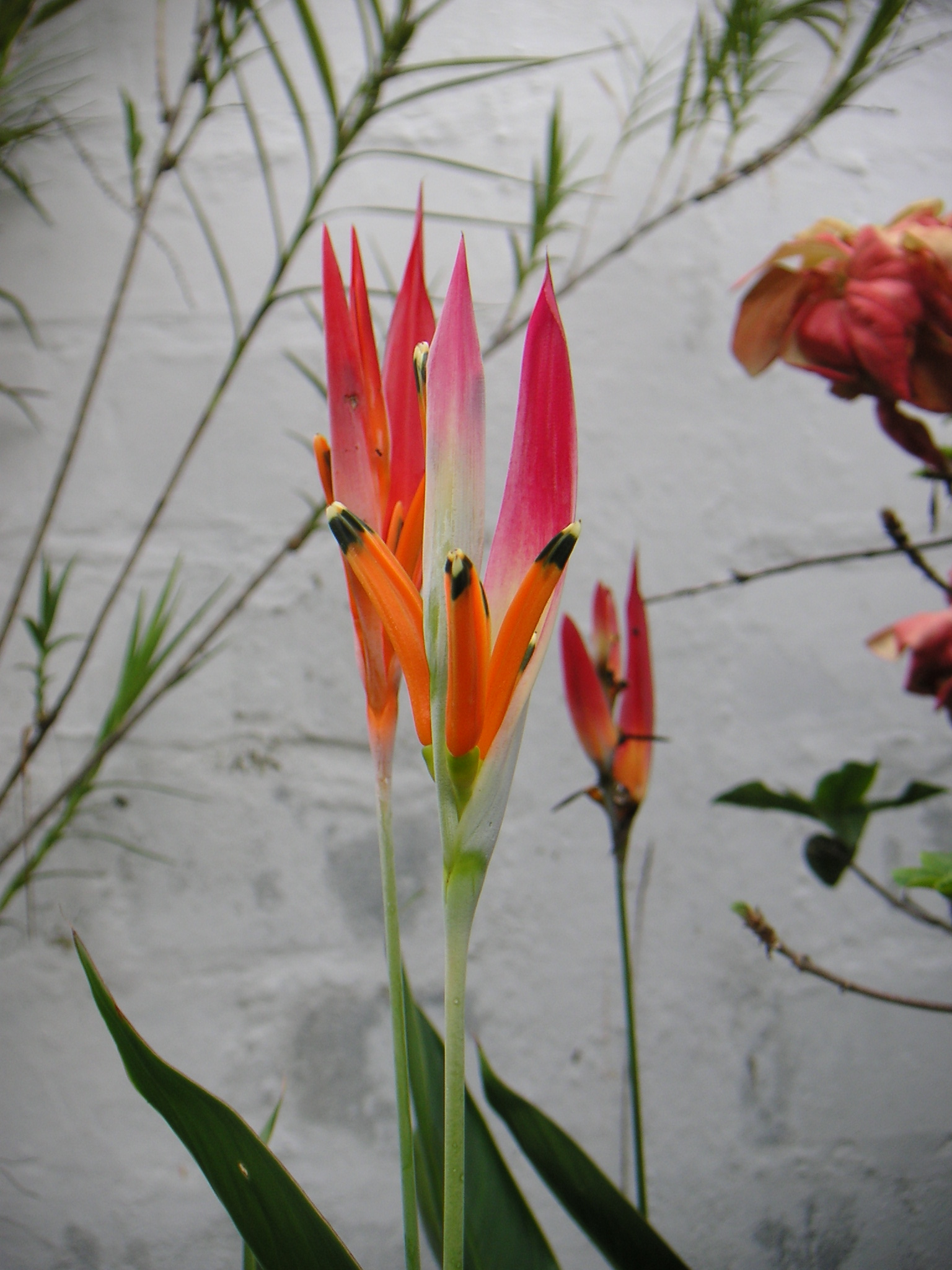
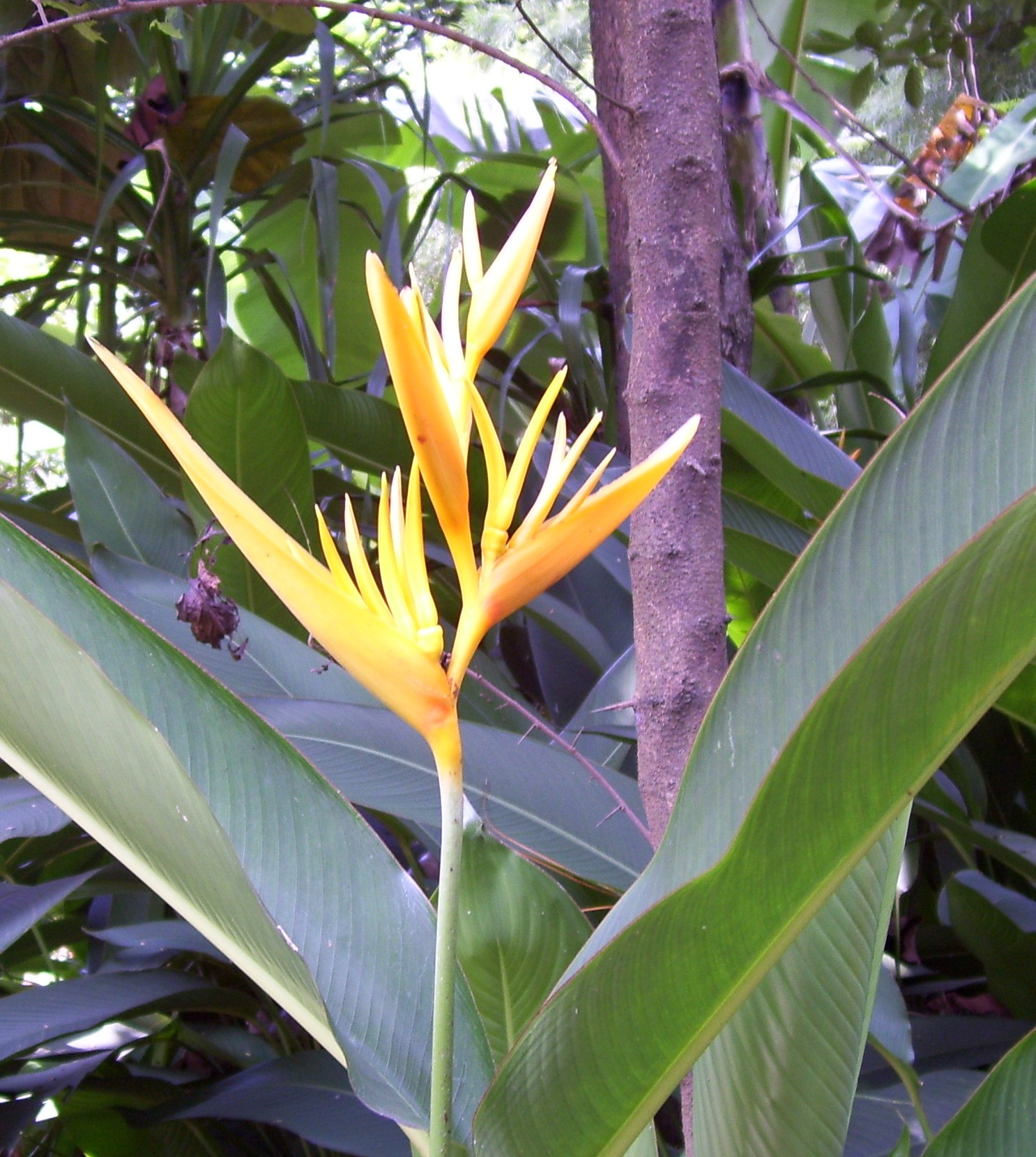